# Tiranet nan
El tiranet nan (Phyllomyias griseiceps) és una espècie d'ocell de la família dels tirànids (Tyrannidae).
Habita garrigues, vegetació baixa, bosc, localment a les terres baixes fins als 1500 m a l'est de Panamà, oest i nord de Colòmbia, Veneçuela, sud de Guyana, nord de Brasil, oest i sud de Equador i el nord de Perú.